# Église Saint-Martin d'Inval-Boiron
L'église Saint-Martin d'Inval-Boiron est située à Inval-Boiron, dans le département de la Somme à l'ouest d'Amiens.

## Historique
L'église actuelle d'Inval-Boiron a été construite après 1945.

## Caractéristiques
L'église de forme parallélépipédique présente un parement de pierre avec un clocher très effilé en forme de flèche recouvert d'ardoises.

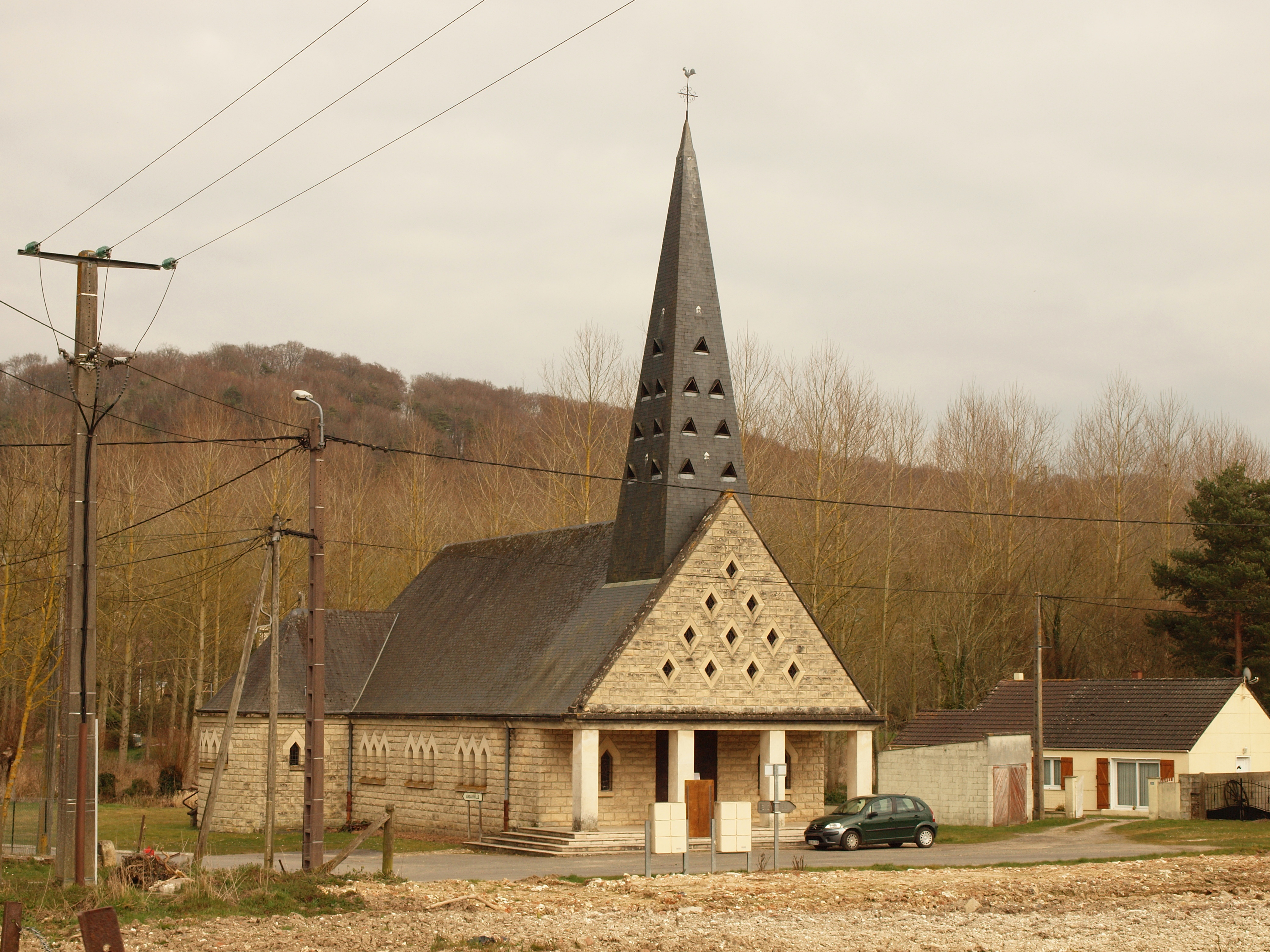
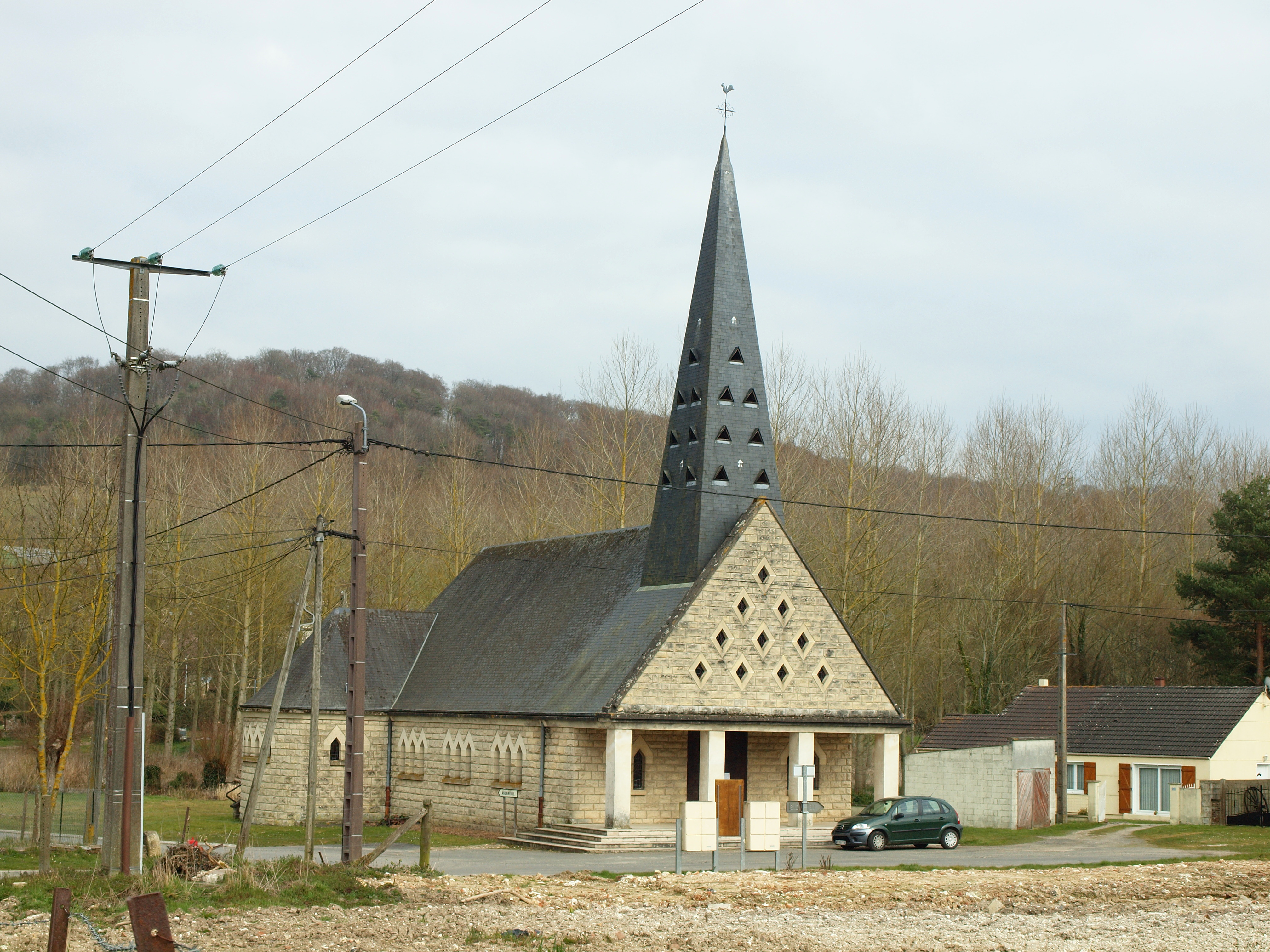
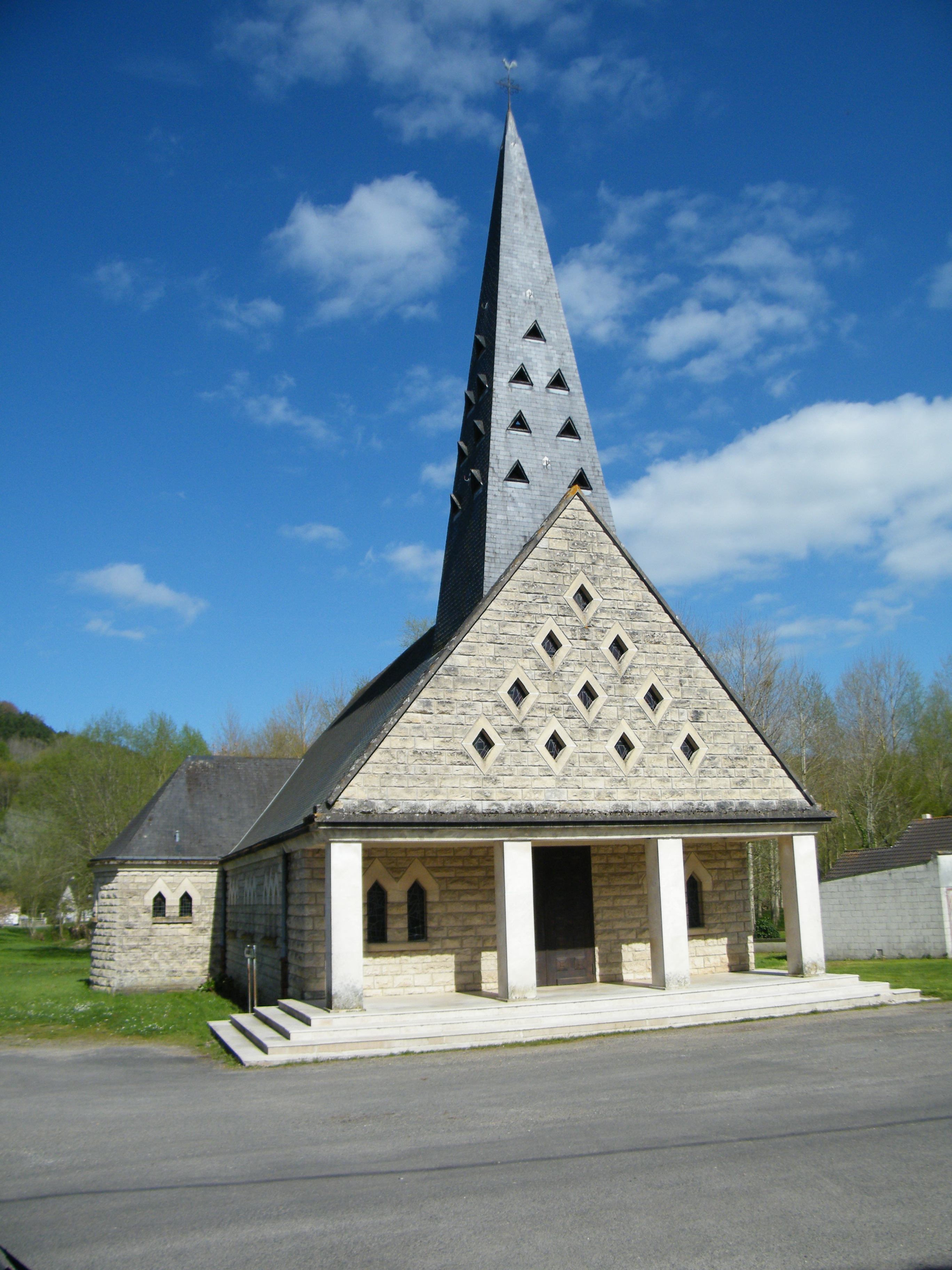